# Tortula oleaginosa
Tortula oleaginosa là một loài rêu trong họ Pottiaceae. Loài này được I.G. Stone mô tả khoa học đầu tiên năm 1978.